# Miglustat
Miglustat (łac. miglustatum) – organiczny związek chemiczny z grupy iminocukrów. Działa jako inhibitor syntazy glukozyloceramidu, stosowany w leczeniu choroby Gauchera.

## Historia
Miglustat należy do grupy N-alkilowanych iminocukrów. Są one inhibitorami enzymów syntezujących N-glikany: α-glukozydazy 1 i 2, znajdujących się w retikulum endoplazmatycznym. Wirusy używają enzymów komórkowych gospodarza do glikolizacji własnych glikoprotein, tak więc zahamowanie działania wspomnianych enzymów blokuje namnażanie wirusów, w szczególności wirusa HIV oraz wirusów wywołujących wirusowe zapalenie wątroby typu B i C.
Pierwotnie, miglustat badany był pod kątem przydatności w leczeniu zakażeń wirusowych. Okazało się jednak, że po podaniu doustnym nie można osiągnąć pożądanego stężenia w osoczu, gwarantującego uzyskanie efektu leczniczego bez poważnych działań ubocznych ze strony przewodu pokarmowego. Poza tym, obecne w retikulum endoplazmatycznym enzymy syntezy N-glikanów okazały się dla leku trudno osiągalne.

## Mechanizm działania
Choroba Gauchera jest rzadkim zaburzeniem o charakterze metabolicznym, polegającym na niezdolności rozkładu glukozyloceramidu. Prowadzi to do kumulacji tego glikolipidu w lizosomach oraz wystąpienia poważnych i rozległych zaburzeń. Miglustat blokuje działanie syntazy glukozyloceramidu, enzymu uczestniczącego w syntezie wielu różnych glikolipidów, zmniejszając tym samym produkcję glukozyloceramidu.

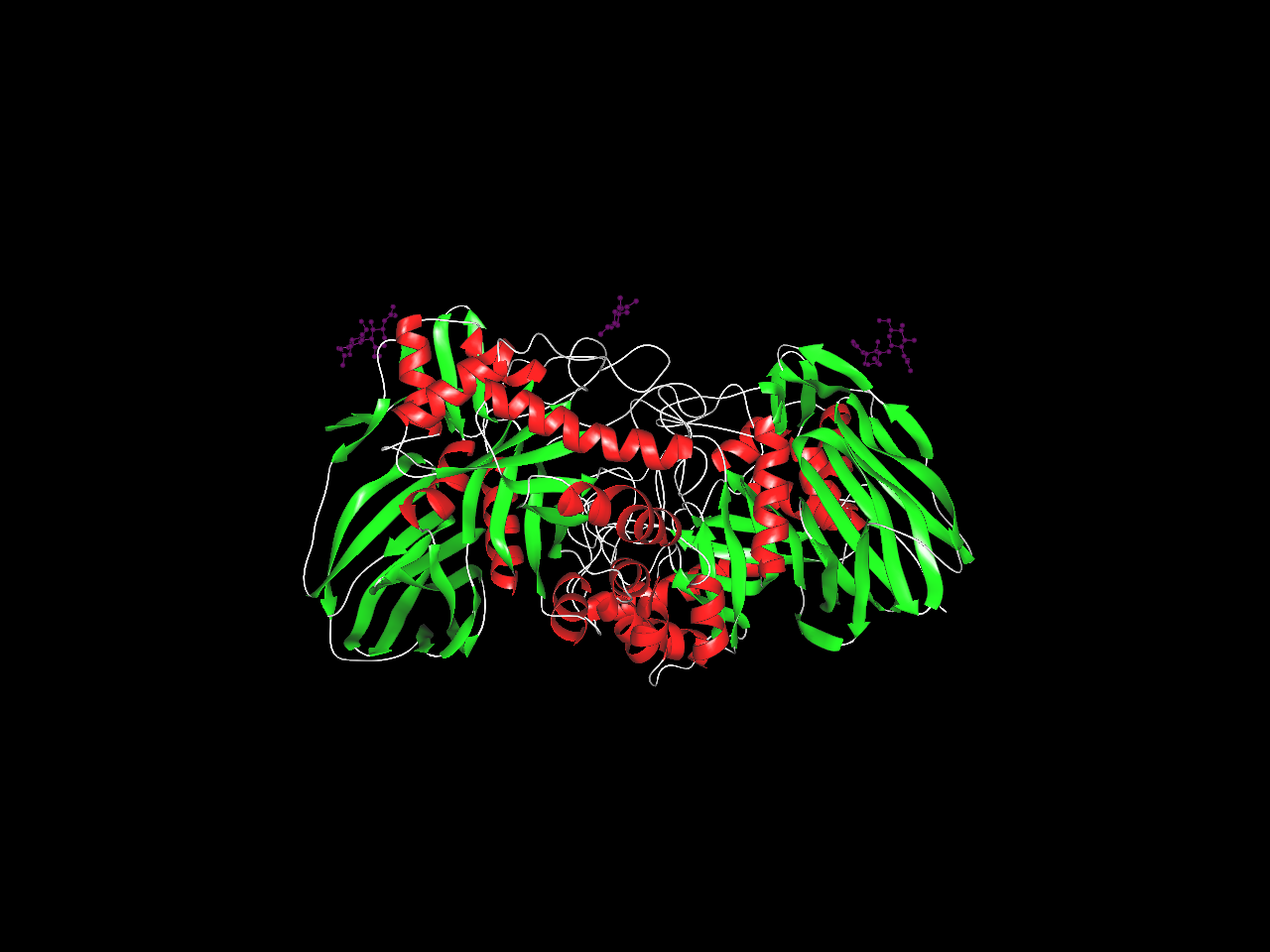
Syntaza glukozyloceramidu zablokowana przez miglustat. Fioletowym kolorem wyróżniono cząsteczki miglustatu.

## Badania kliniczne
Ze względu na fakt, iż choroba Gauchera jest schorzeniem rzadkim, nie udało się uzyskać pełnej informacji co do skuteczności działania miglustatu. Pierwsze, nieporównawcze badanie prowadzono przez 12 miesięcy. Wzięło w nim udział 28 pacjentów. Pod koniec tego okresu leczenia zaobserwowano:
- zmniejszenie objętości wątroby średnio o 12,1%,
- zmniejszenie objętości śledziony średnio o 19%,
- zwiększenie stężenia hemoglobiny średnio o 0,26 g/dl,
- zwiększenie stężenia płytek krwi średnio o 8,29·109/l.

Następnie kontynuowano leczenie miglustatem u 18 pacjentów. Po okresie 24 i 36 zbadano korzyści płynące z terapii u 13 pacjentów. Stwierdzono:
- zmniejszenie objętości wątroby i śledziony odpowiednio o 17,5% oraz 29,6%,
- wzrost liczby płytek krwi o 22,2·109/l,
- wzrost stężenia hemoglobiny o 0,95 g/dl.

Drugie badanie obejmowało zrandomizowaną grupę 36 pacjentów, poddanych wcześniej dwuletniemu leczeniu, i polegało na porównaniu skuteczności leczenia miglustatem, preparatem Cerezyme (imiglucerazą) oraz terapii skojarzonej. Badanie trwało 6 miesięcy i wykazało, że:
- nie ma znaczących różnic w skuteczności terapii u chorych leczonych miglustatem i imiglucerazą[9],
- leczenie skojarzone nie przyniosło żadnych widocznych korzyści[9],
- w niektórych przypadkach monoterapia miglustatem nie jest wystarczająca.

Wykazano również, że stosowanie dawki niższej niż 300 mg może nie przynosić pożądanych efektów leczniczych.

## Farmakokinetyka
Miglustat wchłania się szybko z przewodu pokarmowego, osiągając w ciągu 2 godzin maksymalne stężenie we krwi. Nie jest znana całkowita biodostępność preparatu. Pokarm zmniejsza szybkość wchłaniania leku nawet o 2 godziny, nie wpływa jednak na jego stopień. Lek nie wiąże się z białkami osocza. Metabolizm miglustatu odbywa się w wątrobie i prowadzi do powstania wielu nieaktywnych metabolitów, które w większości są wydalane z moczem. Okres półtrwania leku wynosi 6–7 godzin. Przy niewydolności nerek klirens leku zmniejsza się w zależności od stadium zaawansowania choroby, badania w tym zakresie są jednak ograniczone. Brak danych odnoszących się do pacjentów cierpiących na niewydolność wątroby, poniżej 18 roku życia i w podeszłym wieku (powyżej 70 roku życia).

## Wskazania
Miglustat stosowany jest w leczeniu łagodnej lub umiarkowanej choroby Gauchera typu I, w przypadku gdy enzymatyczna terapia zastępcza jest niemożliwa lub niewskazana.

## Przeciwwskazania
- nadwrażliwość na miglustat lub jakikolwiek inny składnik preparatu,
- ciąża lub karmienie piersią,
- ciężka niewydolność nerek i wątroby (ze względu na brak badań).

## Ostrzeżenia specjalne
- Nie przeprowadzono badań dotyczących skuteczności leczenia w przypadku ciężkiej choroby Gauchera.
- Podczas leczenia należy monitorować stężenie witaminy B12.
- Badania na myszach[11] wykazały, że miglustat wywiera niekorzystny wpływ na spermatogenezę, właściwości spermy oraz na płodność. Nie stwierdzono takiego samego oddziaływania leku na zdrowych mężczyzn[12]. Mężczyźni leczeni miglustatem powinni jednak stosować skuteczną antykoncepcję w czasie trwania leczenia oraz do 3 miesięcy po jego zakończeniu.
- Stwierdzono, że u pacjentów leczonych miglustatem częściej występuje neuropatia obwodowa[8].
- Lek przenika przez barierę krew-łożysko. Nie wiadomo natomiast, czy miglustat przechodzi do mleka matki.
- Kobiety w wieku rozrodczym powinny stosować skuteczną antykoncepcję w trakcie leczenia preparatem.

## Interakcje
Nie stwierdzono. Ograniczone informacje mówią o tym, że jednoczesne stosowanie miglustatu i imiglucerazy zmniejsza ekspozycję na miglustat.

## Działania uboczne
Występują dość często, nie mają jednak nasilonego charakteru. Do najczęstszych działań niepożądanych zaliczyć można:
- spadek masy ciała, wynikający z jadłowstrętu i zmniejszenia apetytu, który jest najprawdopodobniej wywołany supresją ośrodka mózgowego odpowiedzialnego za odczuwanie głodu[13],
- biegunki, wzdęcia, bóle brzucha, które najprawdopodobniej wynikają z hamowaniem przez miglustat disacharydaz w przewodzie pokarmowym,
- drżenie, głównie rąk, które opisano u ponad 30% leczonych miglustatem,
- małopłytkowość,
- bezsenność,
- osłabienie libido,
- zaburzenia układu nerwowego, takie jak: neuropatia obwodowa, parestezje, niedoczulica, zaburzenia koordynacji, nieprawidłowa prędkość przewodzenia nerwowego, nieprawidłowy potencjał somatosensoryczny wywołany,
- astenia, zmęczenie,
- skurcze mięśni.

## Inne zastosowania
Obecnie trwają badania nad wykorzystaniem miglustatu w leczeniu choroby Gauchera typu 3. Miglustat miał być jedynym oficjalnym lekiem przeznaczonym do stosowania u dorosłych i dzieci w chorobie Niemanna-Picka typu C. Producent jednak, w oficjalnym piśmie, zrezygnował z ubiegania się o przyznanie nowego wskazania dla miglustatu.

## Preparaty
- Zavesca – Actelion – kapsułki twarde 100 mg.